# 유성 양순 연구개 파열음
유성 양순 연구개 파열음은 자음의 하나로, 국제음성기호로는 [ɡ͡b]로 나타낸다.

## 예시
- 요루바어, 이보어, 콩고의 모노어: gb에서 이 소리가 난다.

## 같이 보기
- 이중 조음